# Samochód dostawczy
Samochód dostawczy (dostawczak) – odmiana samochodu osobowego lub lekkiego ciężarowego, przeznaczona do przewozu niezbyt dużych ładunków. Przyjmuje się, że samochód dostawczy ma dopuszczalną masę całkowitą do 3,5 tony, co praktycznie przekłada się na 1000–1500 kg jego maksymalnej ładowności. Z tego też względu do kierowania samochodem dostawczym w Polsce wystarcza prawo jazdy kategorii B.
Pod względem budowy można wyróżnić nadwozia: pick-up, skrzyniowe, furgonowe (w tym van) i specjalne (chłodnie, kontenery).

## Polskie samochody dostawcze
- FSC/FS/Daewoo Motor Polska/Andoria/Intrall/Honker
  - Honker Cargo
  - Lublin
  - Lubo (prototyp)
  - Żuk
- FSM
  - Syrena Bosto
  - Syrena R-20
- FSO
  - 125p pick-up
  - Polonez Truck/Truck Plus
  - Warszawa 200P/201P/202P/203P/204P/223P/224P
- FSR
  - Tarpan
- ZSD
  - Nysa

## Lista produkowanych samochodów dostawczych
- Citroën
  - Jumper
  - Jumpy
  - Berlingo
  - Nemo
- FIAT
  - Ducato
  - Doblò
  - Scudo
  - Fiorino
- Ford
  - Ranger
  - Transit
  - Transit Connect
  - Transit Custom
- Iveco
  - Daily
- Isuzu
  - Rodeo
- Hyundai
  - Starex
  - iLoad
- GAZ
  - Gazela
- Łada
  - Niva Pickup
- Mercedes-Benz
  - Sprinter
  - Vito
  - Citan
  - Vario
- Nissan
  - NV200
  - Interstar
  - Cabstar
  - Primastar
- Mitsubishi
  - L200
- Opel
  - Vivaro
  - Movano
  - Combo
- Peugeot
  - Boxer
  - Partner
  - Expert
  - Bipper
- Renault
  - Trafic
  - Master
  - Maxity
  - Kangoo
- Škoda
  - Praktik
- SEAT
  - SEAT Inca
- Toyota
  - Hiace
- Volkswagen
  - Caddy
  - Transporter
  - Crafter
  - Volkswagen Amarok